# 鋼琴課 (2018年電影)
《鋼琴課》，2018年台灣短片，是一部由楊貽茜執導的科幻電影短片。於2018年高雄電影節進行世界首映。

## 故事
一切數據化的未來，一個旅行演奏家正在一座AI城市舉行沒有觀眾的演奏會，而他發現這座城市唯一的人類，一位聽不見的少女，是他唯一的知音。

### 劇情簡介
在一切數據化的未來，失去實體聽眾的鋼琴師想要靠著音樂在ＡＩ掌控的世界裡尋找人類，但他唯一的聽眾卻是被數據餵養長大、沒有跟真實人類接觸過的聾啞生化少女，他們能否憑著演奏在虛擬訊號中辨認出彼此真實的感情？
ＡＩ已登上舞台，末代的智人(Homo sapiens)與後人類(Posthuman)掙扎著擺脫孤寂的命運。

## 演員陣容

### 主要角色
| 演員姓名 | 角色名稱 | 介紹 |
| 趙文瑄   | A.I.     |      |
| 傅孟柏   | 鋼琴師   |      |
| 程予希   | 女子     |      |

## 幕後簡介

### 團隊
- 製片：許家豪、江烽榮
- 攝影：范勝翔
- 美術：吳若昀
- 造型：王冠懿
- 剪輯：陳曉東
- 音樂：楊琬茜
- 音效：周震
- 視覺效果：郭憲聰、再現影像

### 拍攝場景
- 臺灣 高雄市
  - 大東藝術中心
  - 國家體育場 (高雄市)
  - 下淡水溪鐵橋
  - 海珍珠

## 影展與得獎

### 影展
- 2018年，高雄電影節
- 2019年，韓國富川國際奇幻影展[3]
- 2019年，韓國堤川國際音樂節[4]

## 註腳
1. ↑  .   [2018-08-31]. （原始内容存档于2019-07-01）.
2. ↑  . 高雄電影節.   [2018-08-31]. （原始内容存档于2019-07-01） （中文（繁體））.
3. ↑  .   [2019-07-10]. （原始内容存档于2019-10-12）.
4. ↑  .   [2019-07-10]. （原始内容存档于2020-08-04）.

## 外部連結
- 互联网电影数据库（IMDb）上《鋼琴課》的资料（英文）
- 豆瓣电影上《鋼琴課》的資料 （简体中文）